# Schiedeella violacea
Schiedeella violacea là một loài thực vật có hoa trong họ Lan. Loài này được (A.Rich. & Galeotti) Garay miêu tả khoa học đầu tiên năm 1980.